# ایلیکا
ایلیکا (انگلیسی: Elica) شرکت لوازم خانگی ایتالیایی است، که در سال ۱۹۷۰ توسط ارماننو کازولی تأسیس شد.